# Krenitzin Islands
Die Krenitzin Islands (russisch Острова Креницына) sind eine Gruppe kleiner Inseln im östlichen Teil der Fox Islands in den östlichen Aleuten in Alaska (USA). Die Krenitzins liegen zwischen Unalaska im Südwesten und Unimak im Nordosten. Benannte Inseln in dieser Gruppe sind unter anderem Aiktak, Akutan, Akun, Avatanak, Derbin, Kaligagan, Rootok, Round, Tigalda und Ugamak sowie die Inseln der Avatanak Strait Islands. Alle diese Inseln sind Teil des Alaska Maritime National Wildlife Refuge. Die Krenitzins haben eine totale Landfläche von 159,533 km² und sind unbewohnt.
Vermutlich wurden die Krenitzin Islands 1852 durch Kapitän Michail Dmitrijewitsch Tebenkow (1802–1872)  nach Kapitän zur See Pjotr Kusmitsch Krenizyn (1728–1770)  benannt, der mit Michail Dmitrijewitsch Lewaschow (1739–1775)  1768 und 1769 über 30 Aleuteninseln, darunter die Krenitzin Islands, sowie Unimak und die Alaska-Halbinsel erforscht und kartographiert hat.